# フィクトセクシュアル

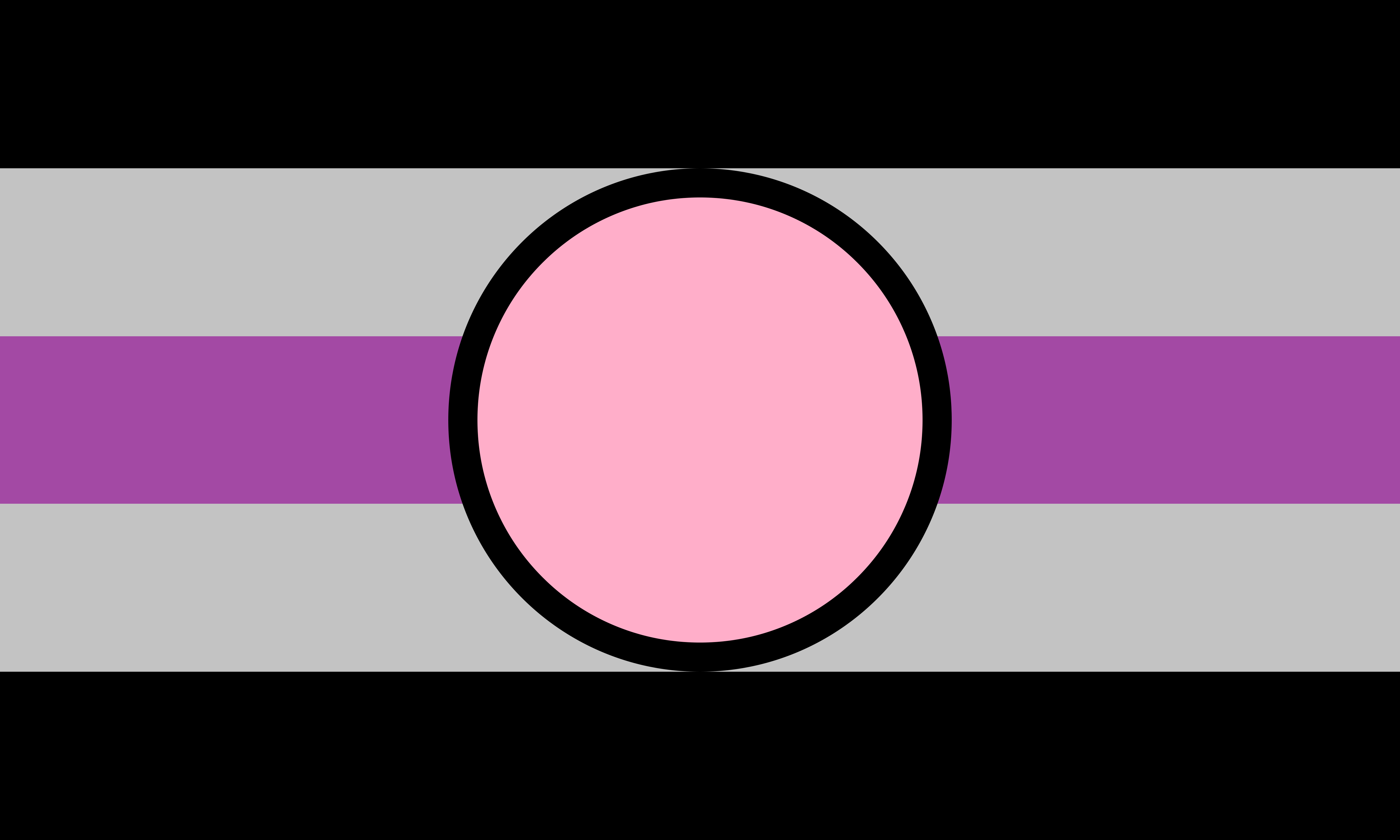
フィクトセクシュアルの旗。背景の縞模様は架空のもの以外への無性愛を表しており、中央のピンクは架空のものへの愛を表している。

フィクトセクシュアル（英: fictosexuality、中: 纸性恋）は、架空のキャラクターへ性的に惹かれるセクシュアリティである。虚構性愛と訳されることがある。
架空のキャラクターへ恋愛的に惹かれることを表す言葉としては、フィクトロマンティックが用いられる。フィクトセクシュアルは「Fセク」と略される場合があり、フィクトロマンティックは「Fロマ」と略されることがある。
医学的な診断カテゴリーではなく、当事者のためのアイデンティティのラベルであり、またフィクトセクシュアルを周縁化する構造的問題を指し示すためのカテゴリーである。

## 概要
社会学者の松浦優の調査によれば、「架空の性的表現を愛好しつつも実在の他者には性的惹かれを経験しないということ」あるいは「『性愛』や『恋愛』として一般的に想定されるような営みを架空のキャラクターと行いたいと感じること」を表す言葉として用いられている。
フィクトセクシュアルという言葉は英語圏のアセクシュアルコミュニティで用いられることがあり、日本でも広義のアセクシュアルとして自認している人がいる。また、性的空想をするものの自ら性交渉をしたくはないというエーゴセクシュアルの人が、フィクトセクシュアルという言葉を使うこともある。ただし全てのフィクトセクシュアルの人々がアセクシュアルを自認しているわけではない。
フィクトセクシュアルの人々は、対人性愛中心主義やヒューマノジェンダリズムのもとで差別や周縁化を被ることがある。そのため、フィクトセクシュアルの承認や対人性愛中心主義やヒューマノジェンダリズムの相対化を推進する社会運動が存在しており、2019年には台湾で世界初のフィクトセクシュアル運動団体が発足している。

## 研究

### 人口学的研究
フィクトセクシュアルに関する統計的調査はまだ限られている。日本性教育協会が2017年に実施した「第8回 青少年の性行動全国調査」によれば、「ゲームやアニメの登場人物に恋愛感情を持つ」経験が「ある」と答えた人の割合は、中学男子13.1%、中学女子16.0%、高校男子13.6%、高校女子15.4%、大学男子14.4%、大学女子17.1%である。

### フェミニスト／クィア研究
フィクトセクシュアル研究のなかには、アセクシュアル研究から影響を受けているものがある。エリザベス・マイルズは「現在のアセクシュアルの理論化と同じように（……）二次元キャラクターへの欲望は、セックスとは何か、法的・社会的な禁止が性的アクセスや十全な性的市民権をいかに否定するのか、について私たちに再考させるものである」と論じている。
クィア理論的な研究も行われている。松浦優は、二次元をめぐるセクシュアリティがバトラー的なパフォーマティヴィティとは異なる仕方で支配的な規範を攪乱するということを、テリ・シルヴィオの「アニメーション」概念、東浩紀によるデリダ読解、およびカレン・バラッドのポストヒューマニズム的パフォーマティヴィティ論を通して理論化している。その攪乱とは、「以前には存在しなかったカテゴリーの存在物をアニメーションによって構築することを通して、知覚の仕方や欲望のあり方を変容させること」である。このような攪乱は、「生身の人間の身体とは異なる仕方でジェンダーが物質化されること」によって生じるものである。

### 架空のキャラクターとの関係
Karhulahtiらが指摘しているように、フィクトセクシュアルの人々は「虚構と現実を混同しているのではない」が、「人間を相手にするのと同じようにはキャラクターと相互行為できない」ために苦悩を経験することがある。このパラドックスは、廖希文による台湾での調査からも確認されている。
しかしフィクトセクシュアルの人と架空のキャラクターとの関係は、必ずしも一方向的なものではない。インターフェイスやキャラクターのグッズなどさまざまな媒体や、二次創作のような実践を通して、フィクトセクシュアルの人々はキャラクターとの感情的なつながりを経験したり、キャラクターの存在を感じたりすることがある。廖希文は台湾での調査をもとに、フィクトセクシュアルの人々と架空のキャラクターとの関係は人類学における「関係的認識論」（relational epistemology）や「分人」（dividual）の観点から理解できると示唆している。
他方で、すべての異性愛者が性的接触を望むわけではないのと同じように、フィクトセクシュアルの人々のなかにも架空のキャラクターとの相互行為を望まない人々がいる。日本や台湾でのインタビュー調査からは、かれらの性的欲望は必ずしも性交への欲望ではないことが示されている。また、松浦の調査が示すように、エーゴセクシュアル的な人が、自身の愛好するものがフィクションであるということを強調するうえで、フィクトセクシュアルを自認していることがある。こうした人々の存在は、フィクトセクシュアルならば架空のキャラクターとの性的・恋愛的な親密関係を望んでいるに違いない、という恋愛伴侶規範的なステレオタイプによって不可視化される。そのため松浦の調査で示されているように、フィクトセクシュアル当事者からは、「セクシュアリティ」と「恋愛」の結びつきを自明視する認識に対する批判が提起されている。

### マンガ研究
伊藤剛は「そもそもキャラ図像に対して「生身の身体」の写像、あるいは誇張されたステレオタイプ以外の読みの存在を認めないのであれば、フィクトセクシャルが欲望の対象とする〈もの〉自体の水準は見えてこない」と指摘している。

## 対人性愛中心主義とヒューマノジェンダリズム
フィクトセクシュアルを周縁化する規範として、対人性愛中心主義とヒューマノジェンダリズムが挙げられる。対人性愛中心主義とは、「生身の他者に対して性的・恋愛的に惹かれることが規範的なセクシュアリティとされること」である。ヒューマノジェンダリズムは、シスジェンダリズム（シスジェンダー主義）にならった造語で、「正当なジェンダーは生物種としての人間によって例化ないし実体化されるものだという考え方」であり、「人間のジェンダーを基盤的なものとみなしつつ、人間以外の存在によって例化されるジェンダーを『より物質的でない』『単なる表象』とみなす発想」である。
松浦優によれば、対人性愛中心主義とヒューマノジェンダリズムは、異性愛規範とシスジェンダリズムと密接に結びついている。クィア理論的には、対人性愛中心主義とヒューマノジェンダリズムは、ジュディス・バトラーの言う「〈字義どおり化〉という幻想」の構成要素であり、カレン・バラッドの言う「表象主義」の一例である。対人性愛中心主義は、異性愛／同性愛という区分にもとづく差別において、暗に前提とされているものである。また、ヒューマノジェンダリズムは、ジェンダーを「解剖学的」な身体によって基礎づけようとする一種の生物学的本質主義であり、トランスジェンダー差別と結びついている。

## 差別やスティグマ
対人性愛中心主義的な社会では、フィクトセクシュアルの人々はスティグマ化されたり不可視化されたりすることがあり、それによってフィクトセクシュアルの人々が孤立や孤独感を経験する可能性がある。日本や台湾でのインタビュー調査から、フィクトセクシュアルの人々は、アセクシュアルと同じように、強制的性愛による抑圧を経験することがあると示されている。また、フィクトセクシュアルならば架空のキャラクターとの性的・恋愛的な親密関係を望んでいるに違いない、という恋愛伴侶規範的なステレオタイプの問題も指摘されている。このような状況のもとで、フィクトセクシュアルの人々の実践には、強制的性愛や対人性愛中心主義への抵抗が見られると指摘されている。
また二次元キャラクターに対する性的惹かれや性的欲望は、実際にはキャラクターというノンヒューマンへの欲望であるにもかかわらず、単に特殊な様式で描かれた人間に対する嗜好とみなされ、単なる対人性愛だと誤解されることがある。一部の国では二次元の未成年キャラクターを描いた性的創作物を「児童ポルノ」として法規制しているが、そのような法規制によって、フィクトセクシュアルの人が精神的な苦痛を被ったり、祖国を離れざるを得なくなったりする事例が確認されている。二次元の未成年キャラクターへの欲望を人間の子供に対する欲望とみなすことは、対人性愛中心主義的な偏見であると指摘されている。
松浦優が指摘するように、二次元の性的創作物によって現実の女性や子供の性的対象化が助長されるという非難は、対人性愛中心主義とヒューマノジェンダリズムを前提にしてしまっており、同時にトランスフォビアと同様の発想に陥っている。これに対して、対人性愛中心主義とヒューマノジェンダリズムこそが「二次元の性的創作物が三次元の人間に対する性的欲望を再生産するという現象を可能ならしめるとともに、二次元性愛の抹消を生じさせるもの」であり、女性の抑圧とフィクトセクシュアルの抹消は同じ構造にもとづく問題である。そのため松浦は、フィクトセクシュアルとフェミニストは連帯して対人性愛中心主義とヒューマノジェンダリズムを批判すべきだと提言している。

## コミュニティやアクティビズム
松浦の調査によれば、フィクトセクシュアルの人々のオンライン投稿からは、性的マジョリティを「対人性愛」と名指すことを通して、対人性愛中心主義を批判する主張が提起されている。このような対人性愛中心主義批判はレイプカルチャーを批判するものにもなっており、対人性愛中心主義批判はフェミニストやLGBTQの運動との連帯を志向していると指摘されている。
2019年には、台湾で「臺大御宅研究讀書會」（国立台湾大学オタク研究読書会）が発足し、世界初のフィクトセクシュアル運動組織としても活動するようになった。設立者の廖希文は、フェミニズム系書店やアセクシュアル団体と連帯しつつ、フィクトセクシュアルに関する講演や啓発活動を行っている。また廖は2023年に、フィクトセクシュアル当事者のためのコミュニティ「台灣紙性戀集散地」（台湾フィクトセクシュアル集散地）を設立した。
2023年、近藤顕彦が一般社団法人フィクトセクシュアル協会を設立した。
2024年、松浦優がフィクトセクシュアルに関する啓発団体「Fictosexual Perspective」を設立し、フィクトセクシュアル当事者の経験や記録をアーカイブする活動を行っている。

## 著名な当事者
- 近藤顕彦‐フィクトセクシュアル協会代表理事[25]
- 廖希文‐台灣紙性戀集散地（台湾フィクトセクシュアル集散地）設立者[26]
- 村田沙耶香‐小説家[27]